# Evaldas Gustas
Evaldas Gustas (Pasvalys, 1 d'abril de 1959) és un enginyer elèctric i polític lituà, Ministre d'Economia de Lituània des del 2013.

## Biografia
Després de cursar estudis de secundària entre 1966 i 1977 a l'Institut 9. de Šiauliai, es va graduar en Electrotècnia a la facultat d'automàtica de l'Institut Politècnic de Kaunas entre 1977 i 1982. Posteriorment, el 2000, va obtenir el màster de Gestió a la Universitat Tecnològica de Kaunas.
De 1982 a 1986 va ser Cap del Departament del Komsomol a Kaunas, i del 1989 al 1990 instructor del Partit Comunista de Lituània. Del 1995 al 2000 i del 2003 al 2005 va ser membre de l'Ajuntament de Kaunas. El 2001, va treballar al Banc de Lituània. De 2001 a 2003 va ser diputat al Ministeri de l'Interior de Lituània, de 2003 a 2009 secretari d'Estat, i de 2009 a 2013 canceller al Ministeri de l'Interior. Des de l'11 de juny de 2013 és Ministre d'Economia de Lituània al gabinet d'Algirdas Butkevičius.
Entre 1990 i 2001 fou membre del Partit Democràtic Laborista de Lituània. A partir d'aleshores milita al seu partit successor, el Partit Socialdemòcrata de Lituània. Està casat amb la Sra. Rolanda i té una filla anomenada Justė.